# Tita Giese
Tita Giese (* 21. August 1942 in Nördlingen) ist eine deutsche Künstlerin, die seit 1978 Pflanzenlandschaften, vornehmlich im öffentlichen Raum, gestaltet.

## Leben und Werk

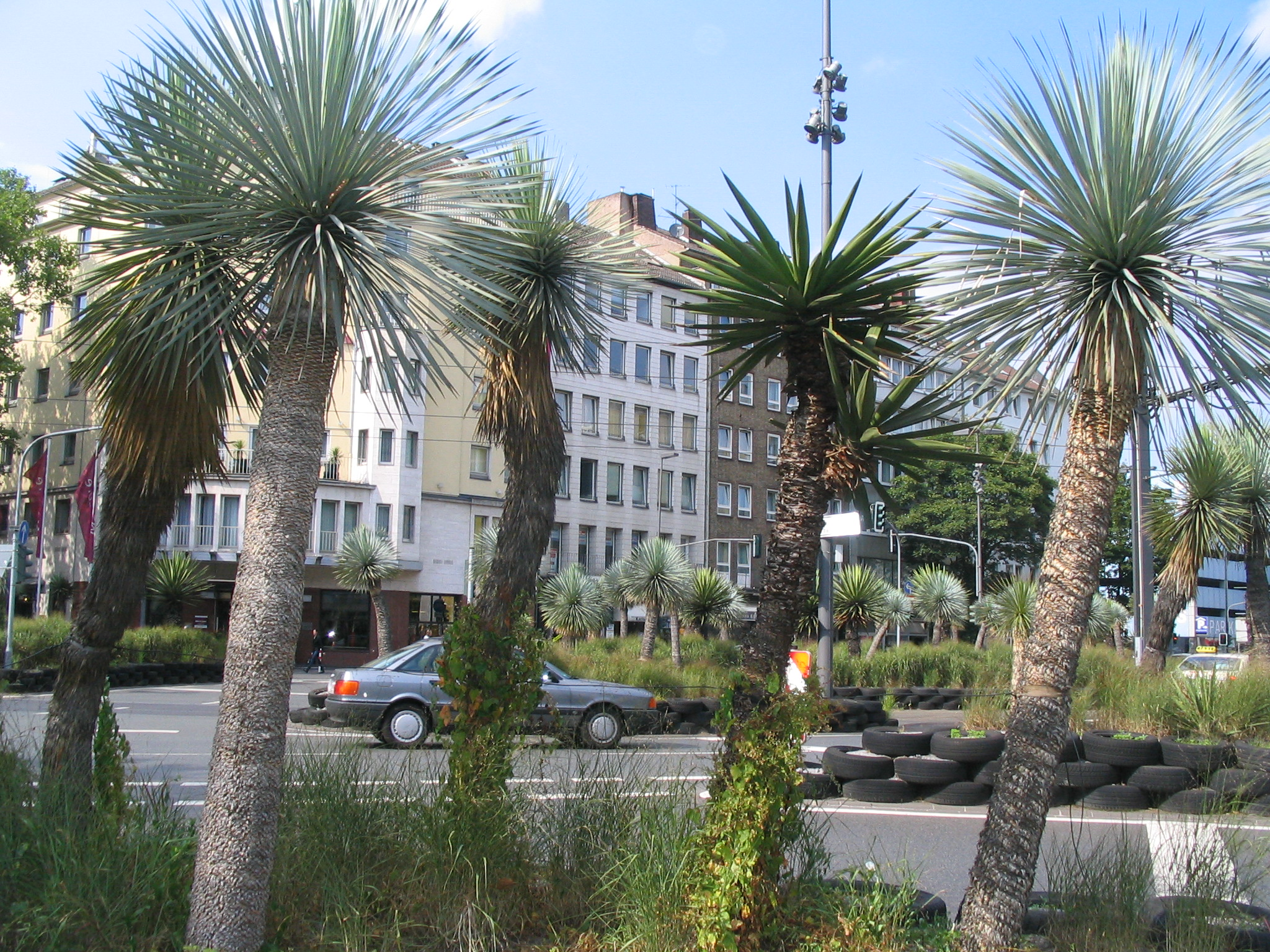
„Mittelamerikanische Verkehrsinseln“ auf dem Stresemannplatz in Düsseldorf

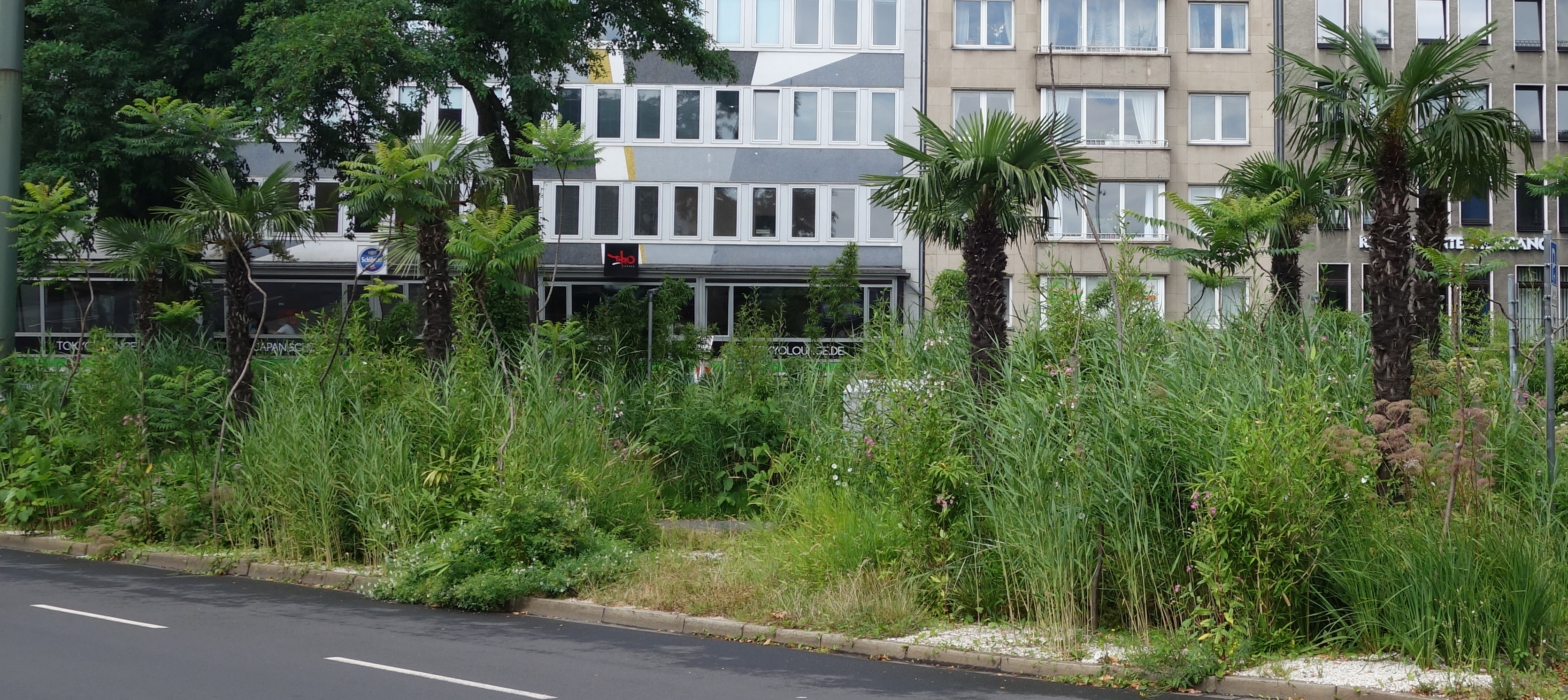
Düsseldorf, Ernst-Reuter-Platz, zwei Jahre nach der Anpflanzung

Tita Giese studierte nach einem Schulbesuch in Oettingen an der Akademie der Bildenden Künste Nürnberg, anschließend an der Kunstakademie Düsseldorf. Dort lernte sie ihren Mann, den Künstler Imi Giese, kennen. Aus der Ehe ging eine Tochter hervor.
Tita Giese arbeitet in ihren künstlichen Landschaften mit Unkräutern, Pionierpflanzen, grasartigen sowie exotischen Pflanzen und nutzt dabei eine große Artenvielfalt.
Pflanzen-Projekte von Tita Giese im öffentlichen Raum sind beispielsweise „mittelamerikanische Verkehrsinseln“ auf dem Stresemannplatz in Düsseldorf, Pflanzeninseln am Düsseldorfer Tausendfüßler und hängende Gärten in der Fünf-Höfe-Einkaufspassage in München. Mit letzterem steht sie in der Tradition von Patrick Blanc. In der Literatur wird Giese als Künstlerin oder Pflanzenkünstlerin bezeichnet, was sie strikt ablehnt. Ebenso wenig betrachtet sie ihre Werke dem Feld der Landschaftsarchitektur zugehörig; so äußerte sie sich beispielsweise in einem Interview mit der Zeitschrift Kunst und Kirche wie folgt:

„Ich habe weder mit Kunst noch mit sogenannten Garten- und Landschaftsarchitekt*innen etwas zu tun.“

Auf die Frage, warum Giese sich nicht der bildenden Kunst zurechnen lassen wolle, antwortete sie:

„Egal wie die Leute das sehen. Es gibt ganz viele schlechte Künstler*innen, die etwas mit Pflanzen machen. Ich sehe das eher als eine Art Dienstleistung. Aber nicht wie Garten- und Landschaftsarchitekt*innen, die ‚begrünen‘ und einen dreisten, peinlichen Kitsch veranstalten. Da kommen Marketingfirmen und sagen ‚Wir wollen unsere Räume kreativ aufwerten.‘ Darauf lasse ich mich nicht ein. Meine Arbeit hat eher etwas mit Architektur zu tun. Es geht um Künstlichkeit - Diletantissmus ist wichtig - Reihung und Wiederholung. Unter dem Slogan ‚Umwelt begrünen‘ läuft ein gigantisches grausliches Profigeschäft, mit dem ich nichts zu tun haben will.“

Basis der Arbeit von Tita Giese sind Pflanzengesellschaften in der Wildnis. Ihre Grundmuster sind dabei Rapport, Tapete und Endloswiederholung, die den Flächen Intensität und eine eigene Ästhetik geben.
Mit dem Maler Henning Straßburger arbeitete Giese für das Pflanzen-Projekt Kottbusser Tor in Berlin zusammen, weiter mit den Architekten Herzog & de Meuron.

## Projekte (Auswahl)

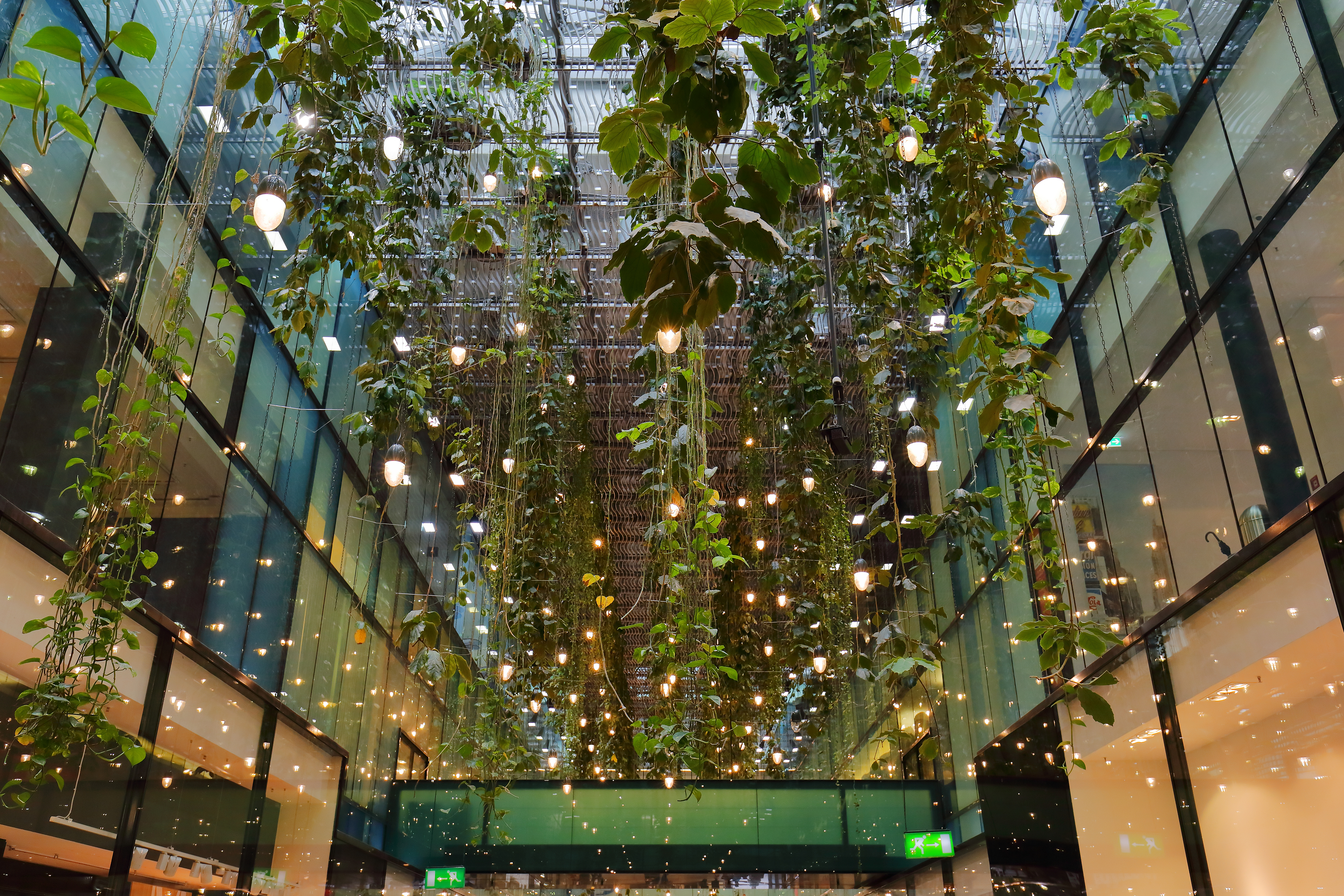
Hängende Gärten München
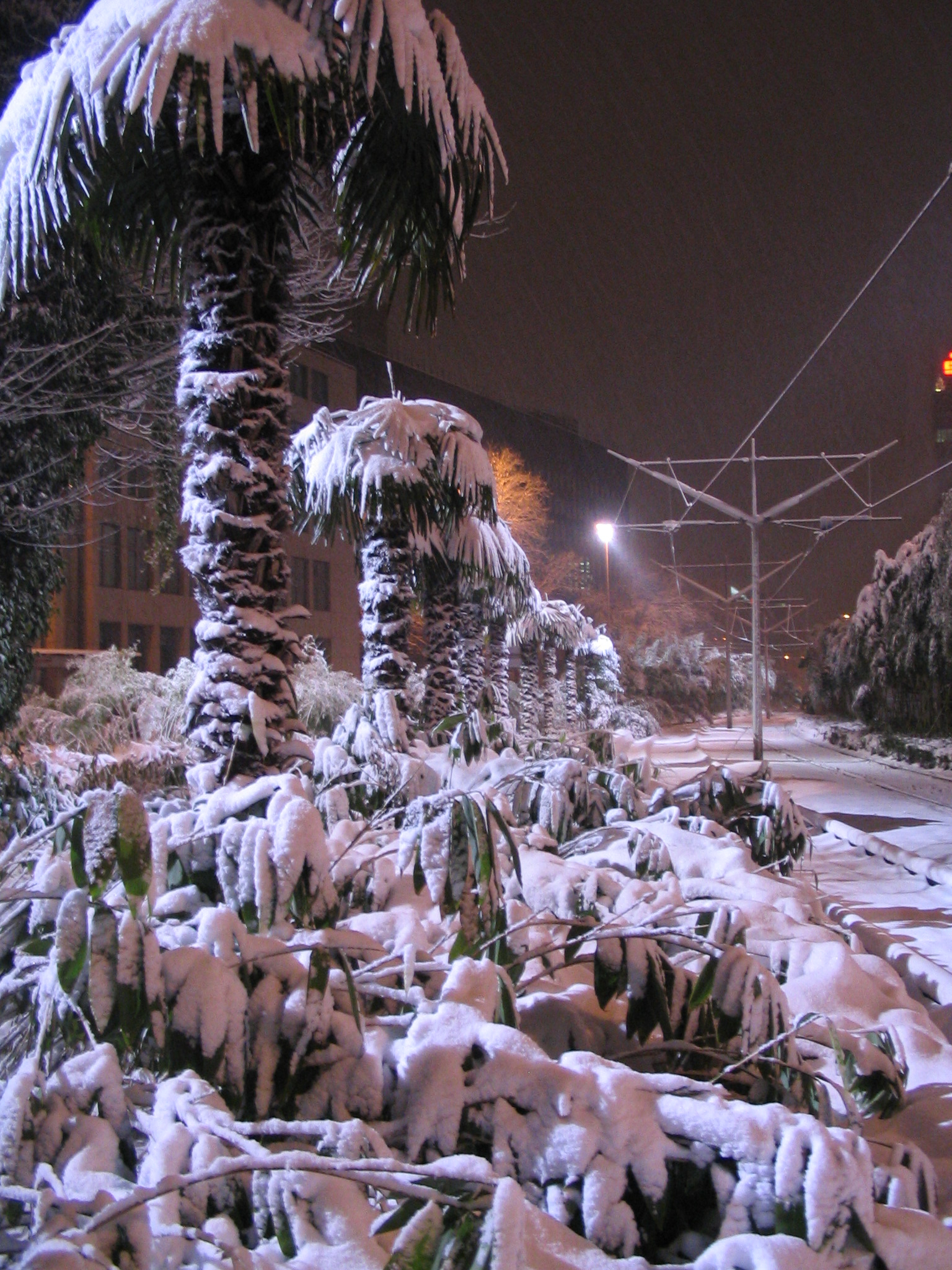
Projekt Berliner Allee, Düsseldorf

- 1978: Ronsdorfer Straße Düsseldorf
- 1980: Pflanzenstreifen und -Inseln auf der Berliner Allee, Düsseldorf (wegen Straßenumbau im Herbst 2012 entfernt)
- 1994: Düsseldorfer Flughafen (durch Brand zerstört)
- 1999: Pflanzenprojekt Andreas Gursky Düsseldorf
- 2000: Pflanzenprojekt Deichtorhallen Hamburg
- 2002: Hängende Gärten München
- 2003: Klematisse in Magnolien Thomas Ruff Düsseldorf
- 2005: Ahnfeldplatz, Düsseldorf
- 2007: Mittelamerikanische Verkehrsinseln Stresemannplatz, Düsseldorf
- 2009: Farnschluchten Basel, für Herzog & de Meuron
- 2010: Efeu und Quarzsplitt, Acctelion Business Center Basel
- 2014: Düsseldorf, Ernst-Reuter-Platz, unter teilweiser Verwendung der wegen Umbau aufgelösten Bepflanzung der Berliner Allee

## Ausstellungen (Auswahl)
- 2000: Außendienst. Kunstverein in Hamburg, Hamburg